# 中國六大政治家
《中國六大政治家》，梁啟超主编，1911年出版，認為近代中國之衰敗唯有崇尚法治，始得振衰起隳，富國強兵。書中被稱為六大政治家的是：管仲、商鞅、諸葛亮、李德裕、王安石、張居正。

## 比较
柏楊在《中國人史綱》中列出「中國六大丞相」為管仲、商鞅、諸葛亮、王猛、王安石、張居正。與上面的「中國六大政治家」相比，是將李德裕換成王猛。